# Eryngium maritimum

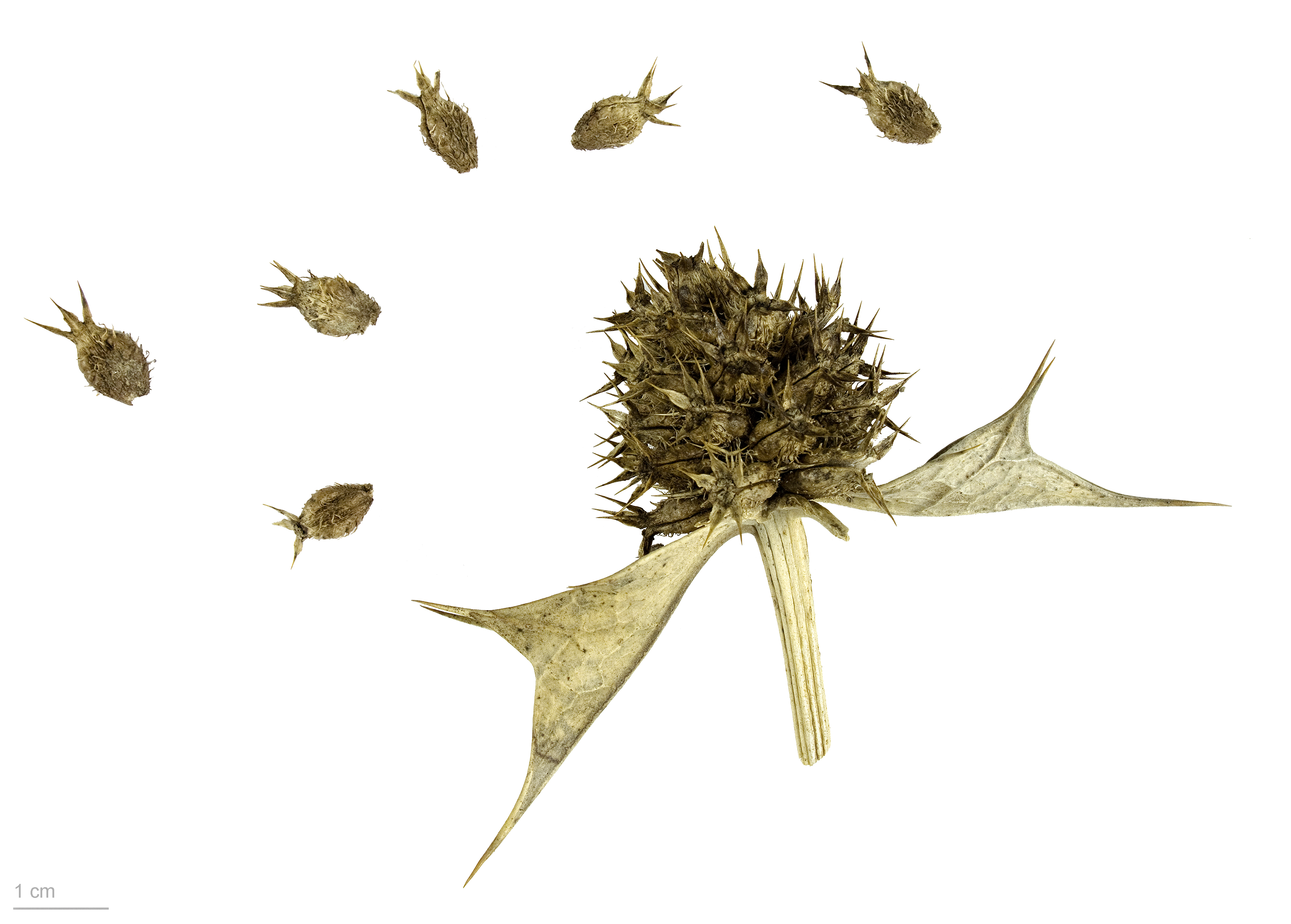
Eryngium maritimum

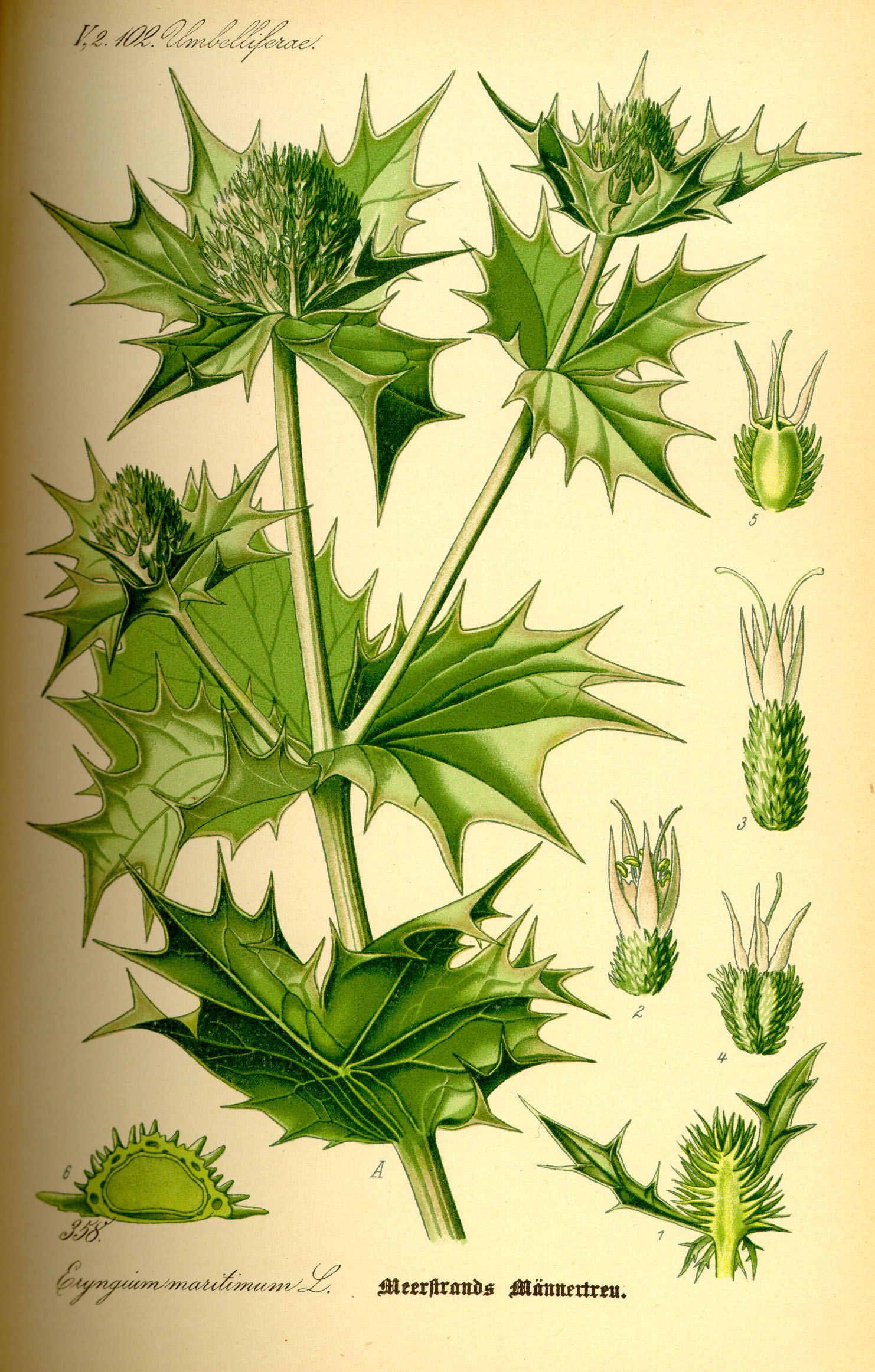
Illustracion

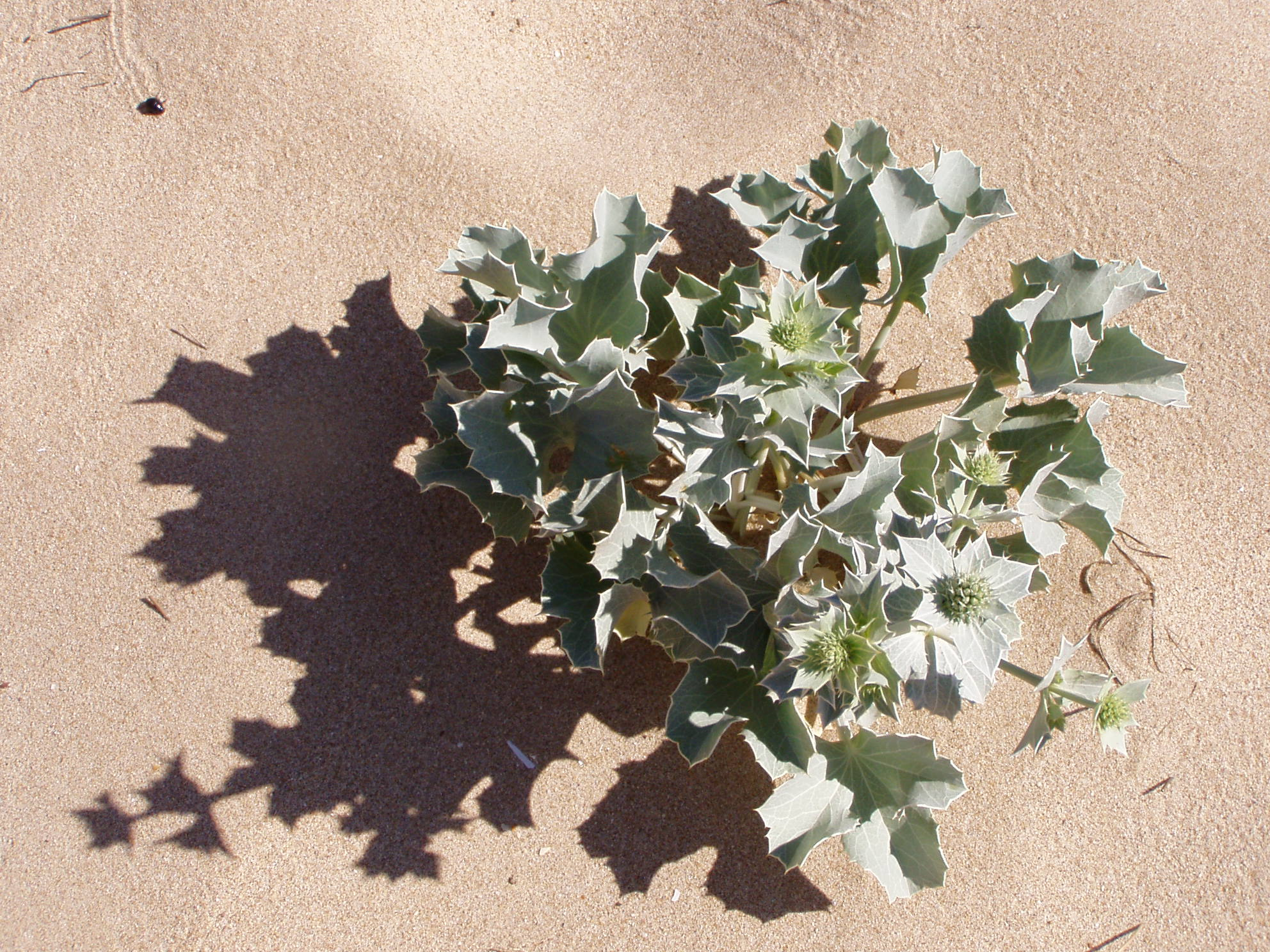
Planta completa, Meia Praia, Lagos (Portugal)

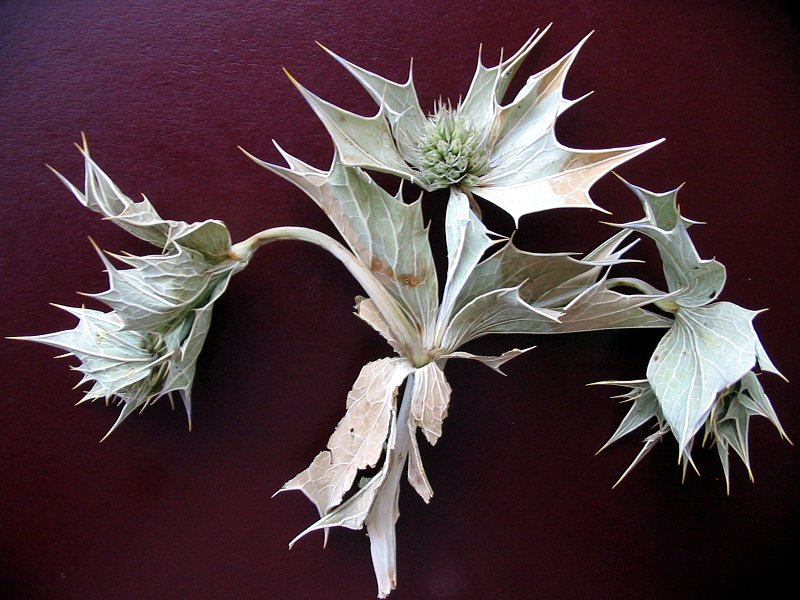
Imagen tomada en Rewa (Polonia), en 2005

El cardo de mar o cardo marino (Eryngium maritimum) es una planta perenne de la familia de las apiáceas. Es nativa de las regiones costeras de Europa, cultivada frecuentemente en jardinería por sus flores de color azul violáceo.

## Descripción
Es una planta psamófila, es decir, crece preferentemente en terrenos arenosos. Cuenta con una roseta basal de la que brotan tallos duros y espinosos de un característico color azulado o plateado, que alcanzan los 50 centímetros de altura. Los tallos tiernos se consumen ocasionalmente como sustituto del espárrago y se los considera un moderado afrodisíaco.

## Cultura
Durante el período isabelino, las raíces confitadas de esta planta eran vendidas como dulces llamados eringos. Se cree que tiene propiedades afrodisíacas y en este sentido se citan por Falstaff en Las alegres comadres de Windsor de Shakespeare:

Let the sky rain potatoes;
let it thunder to the tune of Green-sleeves,
hail kissing-comfits and snow eringoes,
let there come a tempest of provocation...
William Shakespeare, "The Merry Wives of Windsor", Act 5, scene v

## Taxonomía
Eryngium maritimum fue descrita por Carlos Linneo y publicado en Species Plantarum 1: 233. 1753.
Citología
Número de cromosomas de Eryngium maritimum (Fam. Umbelliferae) y táxones infraespecíficos:  2n=16
Etimología
Eryngium: nombre genérico que probablemente hace referencia a la palabra que recuerda el erizo: "Erinaceus" (especialmente desde el griego "erungion" = "ción"), aunque también podría derivar de "eruma" (= protección), en referencia a la espinosa hojas de las plantas de este tipo.
maritimum: epíteto latino que significa "marítimo, cercano a la costa".
Sinonimia
- Eryngium marinum Garsault[5]

## Nombres comunes
- En España: cardo corredor de marina, cardo corredor marino (3), cardo de mar, cardo marino (5), cardo marítimo (3), eringio costero, eringio marino azul, eringio marítimo (4), panical marino (el número entre paréntesis indica las especies que llevan el mismo nombre en España).[6]